# Богородское (Варнавинский район)
Богоро́дское — село в Варнавинском районе Нижегородской области, административный центр Богородского сельсовета.
Располагается на правом берегу реки Ветлуги.
По данным на 1999 год, численность населения составляла 627 чел.